# Likoporiá
Likoporiá (Lykoporia) är en ort i Grekland.   Den ligger i prefekturen Nomós Korinthías och regionen Peloponnesos, i den centrala delen av landet, 110 km väster om huvudstaden Aten. Likoporiá ligger 1 meter över havet och antalet invånare är 638.
Terrängen runt Likoporiá är huvudsakligen kuperad, men åt sydväst är den bergig. Havet är nära Likoporiá åt nordost.Runt Likoporiá är det ganska glesbefolkat, med 39 invånare per kvadratkilometer. Närmaste större samhälle är Xylókastro, 12,2 km sydost om Likoporiá. 